# Tyr

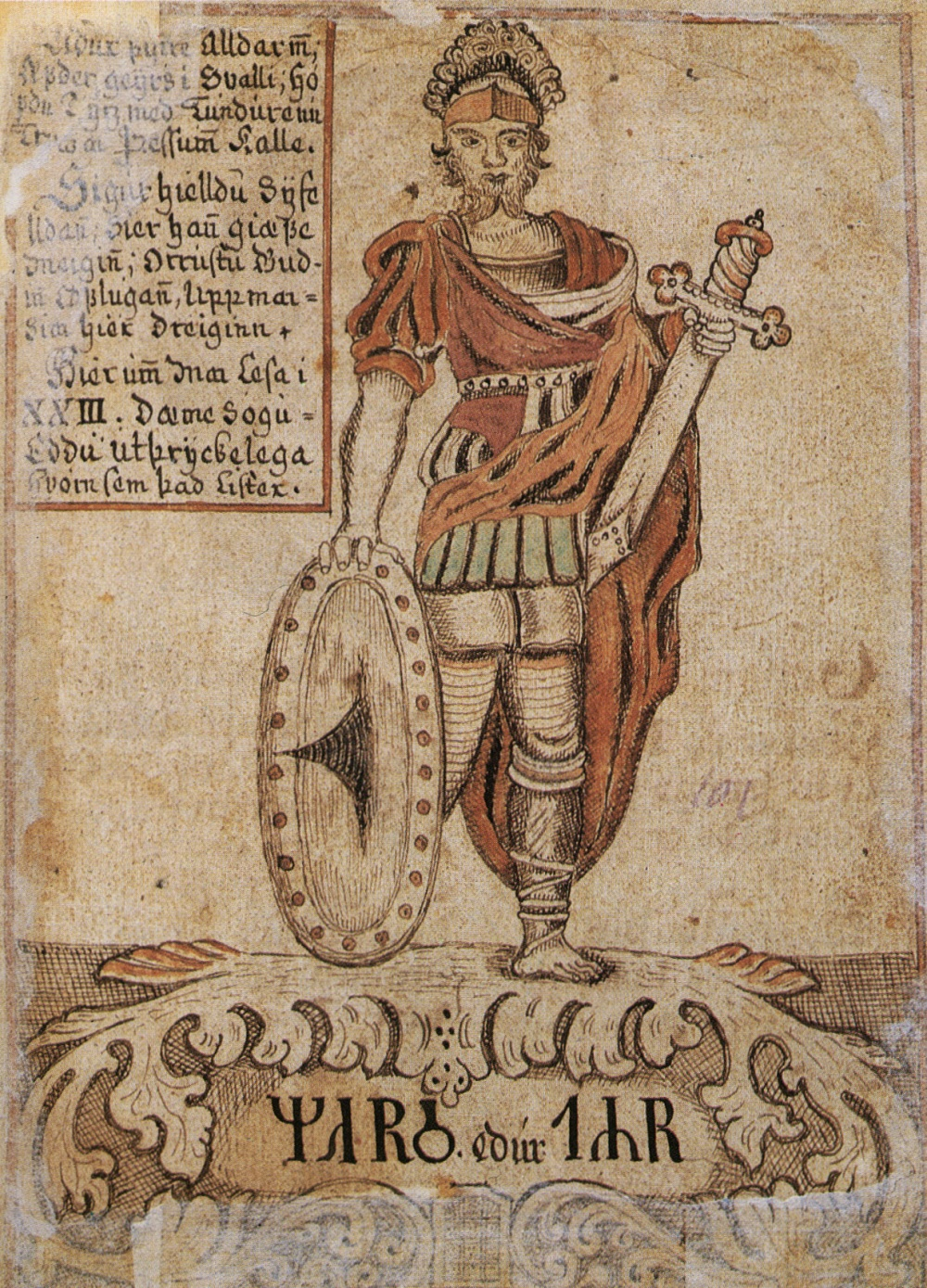

Týr  norvegiana veche: Týr,  este zeul războiului din  mitologia germanică . În  mitologia nordică   care oferă cele mai multe dintre narațiunile supraviețuitoare despre zei în rândul popoarelor germanice, Týr își sacrifică mâna lupului monstruos Fenrir  care îl mușcă când își dă seama că zeii l-au legat. Este prevestit că Týr  va fi mâncat de câinele monstruos Garmr  în timpul evenimentelor din Ragnarök.
După "interpretarea romană",  este asociat cu zeul Marte,  zeul roman al  războiului. Zeul este menționat ca „Marte Thingsus” (latină „Marte al Adunării”) pe  o inscripție latină din secolul III e.n., reflectând o asociere puternică cu  adunarea germanicǎ, un corp legislativ din rândul popoarelor germane antice. Prin procesul opus al lui  interpretatio germanica, ziua de marți din limba englezǎ  poartă numele de Týr , în vreme ce în limbile de origine latină  poartă numele lui  Marte.
În sursele norvegiene vechi, Týr este  fiul  giganticului  Hymir  sau al zeului Odin . Soția sa este Zisa.
Datorită etimologiei numelui zeului, unii cercetători propun că Týr ar fi putut ocupa odată un loc mai central printre zeitățile mitologiei germane timpurii.
Acest articol referitor la mitologia nordică  este deocamdată un ciot. Puteți ajuta Wikipedia prin completarea lui!
1. 1 2  Encyclopedia of Ancient Deities (1st edition)[*], p. 480 Verificați valoarea |titlelink= (ajutor)
2. ↑  IeSBE / Bure ili Buri, v mifologii[*] Verificați valoarea |titlelink= (ajutor)
3. ↑   Format:Citați dicționar